# Сведоци оптужбе
„Сведоци оптужбе” је југословенски ТВ филм из 1975. године. Режирао га је Дејан Караклајић а сценарио је написао Роман Хлавац

## Улоге
| Глумац               | Улога                 |
| -------------------- | --------------------- |
| Миливоје Живановић   |                       |
| Радомир Раша Плаовић | (као Радомир Плаовић) |
| Милош Жутић          |                       |
| Павле Богатинчевић   |                       |
| Рахела Ферари        |                       |
| Дара Милошевић       |                       |
| Виктор Старчић       |                       |
| Блаженка Каталинић   |                       |
| Сима Јанићијевић     |                       |
| Царка Јовановић      |                       |
| Невенка Микулић      |                       |
| Рајко Веснић         |                       |
| Марица Поповић       |                       |
| Томанија Ђуричко     |                       |

Остале улоге  ▼
| Глумац               | Улога                  |
| -------------------- | ---------------------- |
| Иван Јагодић         |                        |
| Драгољуб Јовановић   |                        |
| Мирко Симић          |                        |
| Реља Ђурић           |                        |
| Милорад Спасојевић   |                        |
| Стеван Мишић         |                        |
| Живојин Петровић     |                        |
| Бранко Зотовић       |                        |
| Вељко Маринковић     |                        |
| Дејан Чавић          |                        |
| Бранко Вуковић       |                        |
| Бранислав Дамњановић | (као Брана Дамњановић) |